# Успение Богородично (Лерин)
„Успение Богородично“ (на гръцки: Κοιμήσεως της Θεοτόκου) е старостилна православна църква в град Лерин (Флорина), Гърция. Подчинена е на Църквата на истинно-православните християни на Гърция (Синод на Калиник).

## Местоположение
Църквата е разположена над Училищния площад, наречен днес площад „Ефедри Аксиоматики“.

## История
При въвеждането на новоюлианския календар в 1928 година митрополит Хрисостом Лерински подкрепя стария, заради което в 1932 година е заточен, но много от жителите на града последват насърчението му да не изоставят стария календар. Учителката, бежанка от Битоля, Мария Йоаниду предоставя къщата си за старостилна църква, функционираща от 1962 година и обслужвана от свещеници от Света гора. В 1970 година превърнатата в храм църква е осветена от гръцки и руски старостилни епископи и монаси. В 1974 година храмът получава постоянен свещеник - Йоанис Цаусидис от кожанското село Килада (Юскуплер), който служи в него до смъртта си в 1999 година. В 1980 година храмът е преустроен. От 1999 година се управлява от архимандрит Хрисостом Пападимитриу от Солун. Верните са около 200 души.